# Horti Torquatiani
Gli Horti Torquatiani erano antichi giardini situati a Roma sul colle Esquilino (Rione Esquilino), nella zona di Porta Maggiore.

## Storia
I giardini, il cui proprietario rimane sconosciuto, sono menzionati due volte dall'erudito Frontino, nella località detta ad Spem Veterem, ove si congiungevano i rami dell'aqua Appia e della aqua Augusta (località altrimenti nota anche come ad Gemellos).
Secondo Samuel Ball Platner e Thomas Ashby i giardini sarebbero da collocare ad ovest della Spes Vetus (e quindi a sud della via Labicana), mentre a giudizio di Pierre Grimal occuperebbero la zona a sud di Porta Maggiore.